# Steven Marshall
Steven James Douglas Marshall (Abbotsford, 23 novembre 1989) è un pallavolista canadese, schiacciatore del Nice.

## Palmarès

### Club
- Campionato tedesco: 2

2016-17, 2017-18

### Nazionale (competizioni minori)
- NORCECA Champions Cup 2015
- Giochi panamericani 2015

### Premi individuali
- 2013 - Final Four Cup: Miglior difesa
- 2017 - Memorial Hubert Wagner: Miglior schiacciatore